# 托马斯·里格斯
托马斯·里格斯（英語：Thomas Riggs，1903年5月22日—1976年2月5日），英国男子帆船运动员。他曾代表英国参加1924年和1928年夏季奥林匹克运动会帆船比赛，其中1924年奥运会获得一枚银牌。